# هجوم مطار كابول 2021
هجوم مطار كابل 2021، هو هجمات استشهادية وقع الأوّل منها في المدخل الشرقي لمطار كابل الدولي في 26 أغسطس 2021 عند الساعة 17:50 بالتوقيت المحلي لكابل الموافق 13:20 بالتوقيت العالمي الموحد، وأدّى إلى مقتل وجرح العشرات، من بينهم جنود أمريكيون، وكان قد سبقه تحذيرات من قبل وكالة المخابرات الأمريكية والبنتاغون عن وجود معلومات استخباراتية حول هجمات استشهادية إرهابية قد تستهدف المطار ومحيطه، حيث يتجمّع آلاف الأفغان والأجانب الذين تعمل قوات حلف الناتو وعلى رأسها القوات الأمريكية لإجلائهم عن أفغانستان. تلا الهجوم الأوّل هجوم ثانٍ في محيط فندق بارون القريب من البوابة الرئيسية للمطار، وأطلقت تحذيرات أمريكية عن إمكانية حدوث هجمات أخرى. نتج عن الهجومين مقتل أكثر من 182 شخصًا، من بينهم ما لا يقل عن 13 من القوات المسلحة الأمريكية وجندي بريطاني وجرح أكثر من 150 من الأفغان الذين كانوا يحمونهم والأمريكيين إضافة إلى 18 جريحًا من مشاة البحرية الأمريكية.

## خلفية
بعد أن سيطرت حركة طالبان على أفغانستان في 15 أغسطس 2021، أصبح مطار حامد كرزاي الدولي المنفذ الآمن الوحيد للخروج من أفغانستان. نشأت مخاوف أمنية أمريكية ودولية بعد أن هرب مئات الأعضاء المنتمين لتنظيم داعش من معتقل قاعدة بغرام وسجن بل جرخي. قبل ساعات من الهجوم، دعا الدبلوماسيون الأمريكيون في كابل المواطنين الأمريكيين إلى مغادرة المطار بسبب التهديدات الأمنية. تلقى الرئيس الأمريكي جو بايدن تقارير متعددة عن هجوم محتمل خلال الأسبوع الذي سبق الهجوم.

## الهجوم
نفذ الهجوم خلال عمليات الجلاء عن أفغانستان، حيث كان حشد من المدنيين الأفغان والأجانب يتركزون حول المطار بانتظار إجلائهم من البلاد. وقع الهجوم الأوّل عند «بوابة آبي» المدخل الشرقي للمطار، حين فجر مهاجم انتحاري حزامه الناسف هناك، الأمر الذي آثار اضطرابًا بين الناس وتصاعدت إثره عمليات اطلاق النار ودفع الجيش الأمريكي إلى إغلاق بوابات المطار.

## الضحايا
قتل ما لا يقل عن 182 شخصًا خلال الهجوم، وفقًا للبيانات الأمريكية والأفغانية، وأصيب ما لا يقل عن 150 شخصًا، بما في ذلك عدد من القوات الأجنبية وأعضاء من حركة طالبان. بلغ عدد القتلى الأمريكيين 13 جنديًا من قوات مشاة البحرية الأمريكية بينما وصل عدد الجرحى إلى 18 جريحًا من العاملين الأمريكيين، تلا الانفجار الأوّل انفجار ثانٍ في مدخل «فندق بارون» القريب من المطار، وهو فندق استخدم نقطة تجمع للمواطنين الأمريكيين العاملين في عمليات الإنقاذ والإجلاء. كما استخدم مركزًا لإتمام معاملات المواطنين الأفغان الذين تقدموا بطلب إجلائهم من البلاد هربًا من سيطرة طالبان.

## المهاجمون
نفذ الهجوم من قبل تنظيم داعش - ولاية خراسان، الذي أصدر بيانًا أعلن فيه مسؤوليته عن الهجوم، متضمنًا اسم وصورة المهاجم الانتحاري.

## ردود الفعل
أدانت طالبان، من خلال تغريدة نشرها المتحدث باسم الحركة ذبيح الله مجاهد، الهجوم، قائلًا: إن طالبان «تولي أهمية بالغة لأمن أفغانستان وشعبها وأنها ستحاسب دوائر الشر بشكل صارم». كذلك أدان عبد الله عبد الله، الرئيس التنفيذي السابق لأفغانستان ورئيس الائتلاف الوطني الأفغاني الهجوم بشدة. أشارت تقارير إعلامية إلى أن حشود المدنيين الأفغان المتواجدين في محيط المطار قد أكدوا للصحفيين أن الهجمات قد عززت عزمهم على الخروج من البلاد خوفًا من مزيد من الهجمات وعمليات انتقامية تستهدفهم.
في كلمة للرئيس الأمريكي جو بايدن ألقاها في البيت الأبيض على أثر الهجمات، أشاد بالجنود الأمريكيين الذين قتلوا في الهجمات، واصفًا إياهم «بالأبطال»، قائلًا إنهم فقدوا حياتهم «في خدمة الحرية». وقال بايدن إن الولايات المتحدة قد أجلت من أفغانستان أكثر من 100,000 أمريكي وأفغاني ومواطنين من جنسيات أخرى، معربًا عن حزنه العميق إزاء الأفغان الذين خسروا حياتهم في الهجوم، وقال أن الولايات المتحدة ستلاحق أولئك الذين نفذوا الهجمات وستدفعهم الثمن. من جانبها، أعلنت حكومة المملكة المتحدة أنها ستواصل عمليات الإجلاء عن أفغانستان، بشقيه المدني والعسكري رغم الهجمات، ووصف رئيس الوزراء البريطاني بوريس جونسون الهجوم بأنه «بربري»، كما أعرب عن تعاطفه مع الجنود الأمريكيين والمدنيين الأفغان الذين «فقدوا حياتهم».
أصدر الرئيس الأمريكي السابق دونالد ترمب بيانًا عبر فيه عن تعازيه لأولئك الذين فقدوا حياتهم في الهجوم، كما أصدر مقطعًا مصورًا أدان فيه الهجمات التي وصفها بأنها «بربرية» و«وحشية»، كما أصر على أن الهجوم لم يكن ليحدث إذا كان هو رئيسًا.
أعربت العديد من الدول الأخرى عن إدانتها لهجمات مطار كابل، وأعلنت عن تضامنها مع الضحايا والقوات التي تجري عمليات الإجلاء في المطار. كذلك أدانت المفوضية الأوروبية والأمانة العامة للأمم المتحدة الهجمات. ألغت المستشارة الألمانية أنغيلا ميركل زيارة رسمية إلى إسرائيل، لتظل في ألمانيا لمتابعة عمليات إجلاء القوات الألمانية. كما أجّل بايدن اجتماعًا له مع رئيس الوزراء الإسرائيلي الزائر نفتالي بينيت من يوم الخميس إلى الجمعة 27 أغسطس 2021.